# Club Atlético Central Córdoba
Il Club Atlético Central Córdoba è una società calcistica argentina di Rosario, fondata il 20 ottobre 1906. Disputa le sue partite interne presso lo stadio Gabino Sosa.

## Storia
La società fu fondata, secondo il documento più antico, il 20 ottobre 1906 con il nome di "The Córdoba and Rosario Rallway A.C.". Questo club si originò in seguito a diverse riunioni, che si tennero tutte a Rosario: una volta istituita la società, si iscrisse alla Liga Rosarina de Fútbol, il torneo cittadino, scegliendo quale campo di gioco il piccolo centro sportivo che si trovava tra Bulevar Argentino e via 25 de Diciembre. Il primo titolo ufficiale fu ottenuto nel 1952, con la vittoria della terza serie; il 30 novembre 1957 si guadagnò la promozione in massima divisione, battendo il Quilmes. Debuttò pertanto in Primera División nella stagione 1958, chiudendo al 10º posto con 27 punti in 30 gare giocate. L'ultima posizione nel 1959 risultò nella retrocessione della società in seconda serie. Tornò a calcare i campi della prima divisione durante il Nacional 1967, terminando il torneo al 14º posto in classifica. Rimase fuori dal livello più alto del calcio nazionale per tutti gli anni seguenti, militando sempre tra la seconda e la terza serie.

## Palmarès

### Competizioni nazionali
- Primera B Nacional: 1

1957
- Primera C Metropolitana: 4

1952, 1973, 1982, 1987-1988
- Copa de Honor Adrián Beccar Varela: 1

1933

### Altri piazzamenti
- Primera B Nacional:

Terzo posto: 1992-1993